# Finsch' scholekster
De Finsch' scholekster (Haematopus finschi) is een vogel uit de familie van scholeksters (Haematopodidae). Deze vogel is genoemd naar de Duitse ornitholoog Friedrich Hermann Otto Finsch.

## Verspreiding en leefgebied
Deze soort komt voor langs de kusten van Nieuw-Zeeland.

## Status
De grootte van de populatie is in 2014 geschat op 50-100 duizend volwassen vogels. Op de Rode lijst van de IUCN heeft deze soort de status niet bedreigd.